# Galeria Rzeszów
Galeria Rzeszów – centrum handlowe w Rzeszowie. Jego budowa rozpoczęła się w październiku 2010 roku, a otwarcie nastąpiło 9 listopada 2012 roku.

## Opis obiektu
Projektantami galerii byli Maria Grazia i Mario Picozzi. Powierzchnia tego obiektu ma 135 000 m², w tym 42 000 m² to powierzchnia handlowo-usługowa. Znajduje się przy ulicy Józefa Piłsudskiego 44. Galeria Rzeszów mieści sklepy odzieżowe, bary, restauracje, 6-salowe kino Helios, klub fitness, strefę dla najmłodszych, strefy urody. W tym samym kompleksie znajduje się „Hotel Rzeszów”.

## Wydarzenia w obiekcie
W Galerii Rzeszów miały miejsce m.in.:
- Bezpłatny koncert Michała Szpaka,
- Spotkanie z Mają Sablewską,
- Spotkanie z Nelą Małą Reporterką,
- Pokaz mody z Jessicą Mercedes[1][2].